# Bustince-Iriberry
Bustince-Iriberry település Franciaországban, Pyrénées-Atlantiques megyében. Lakosainak száma 104 fő (2022. január 1.). Bustince-Iriberry Ainhice-Mongelos, Bussunarits-Sarrasquette, Jaxu, Lacarre és Saint-Jean-le-Vieux községekkel határos.

## Népesség
A település népességének változása:
| Lakosok száma | 85   | 82   | 90   | 96   | 103  | 104  | 105  | 106  | 104  |
|               | 2013 | 2015 | 2016 | 2017 | 2018 | 2019 | 2020 | 2021 | 2022 |